# Bobolice (plaats)
Bobolice (Duits: Bublitz) is een stad in het Poolse woiwodschap West-Pommeren, gelegen in de powiat Koszaliński. De oppervlakte bedraagt 4,62 km², het inwonertal 4503 (2005).
Bobolice is de hoofdplaats van de gemeente Bobolice.